# Paranthura punctata
Paranthura punctata là một loài chân đều trong họ Paranthuridae. Loài này được Stimpson miêu tả khoa học năm 1855.